# Carletonomys cailoi
Carletonomys cailoi és una espècie extinta de rosegador que visqué durant el Plistocè en allò que avui en dia és la província argentina de Buenos Aires. Malgrat que només se n'ha trobat un maxil·lar superior amb la primera dent molar, té caràcters prou distintius per a classificar-lo en el seu propi gènere, Carletonomys. L'espècie, descoberta el 1998 i descrita el 2008, forma part d'un grup d'orizominis ben definit que també inclou Holochilus, Noronhomys, Lundomys i Pseudoryzomys. Aquest grup es caracteritza per tenir adaptacions progressives a un estil de vida semiaquàtic i una morfologia molar més senzilla.